# Varli jezik
Varli jezik (warli; ISO 639-3: vav), jedan od sedam konkanskih jezika, šira južnoindoarijska skupina, kojim govori 600 000 ljudi (2003; pleme Varli) u indijskim državama Maharashtra, Gujarat, i saveznom teritoriju Dadra i Nagar Haveli.
Ima tri egzogamne i patrilokalne dijalektalne grupe davari, zapadni nihiri i istočni Nihiri

## Vanjske poveznice
- Ethnologue (14th)
- Ethnologue (15th)